# Kfar Rut
Kfar Rut (hebrejsky כְּפַר רוּת, doslova „Rútina vesnice“,v oficiálním přepisu do angličtiny Kefar Rut) je vesnice typu mošav v Izraeli, v Centrálním distriktu, v Oblastní radě Chevel Modi'in.

## Geografie
Leží v nadmořské výšce 294 metrů v kopcovitých oblastech v předhůří Judeje a Samařska, přímo na Zelené linii, která odděluje Izrael v mezinárodně uznávaných hranicích od okupovaného území Západního břehu Jordánu. Jižně od vesnice začíná vádí Nachal Anava.
Obec se nachází 30 kilometrů od břehu Středozemního moře, cca 30 kilometrů jihovýchodně od centra Tel Avivu, cca 24 kilometrů severozápadně od historického jádra Jeruzalému a 14 kilometrů jihovýchodně od města Lod. Spadá do aglomerace města Modi'in-Makabim-Re'ut, jehož zastavěné území leží jen pár set metrů za západním okrajem mošavu. Kfar Rut obývají Židé, přičemž osídlení v tomto regionu je etnicky převážně židovské. Za Zelenou linií ovšem leží východně odtud leží sídla obývaná palestinskými Araby. V tomto úseku ale na Západní břeh Jordánu vniká i rozsáhlý a územně souvislý blok židovského osídlení okolo města Modi'in Ilit, severně od Kfar Rut.
Kfar Rut je na dopravní síť napojen pomocí silnic číslo 443 a 446, které tvoří zároveň hlavní komunikační osy dvojměstí Modi'in-Makabim-Re'ut a Modi'in Ilit.

## Dějiny
Kfar Rut byl založen v roce 1977 v bývalém nárazníkovém území podél Zelené linie. Zakladateli byli mladí členové mošavů z oblasti jeruzalémského koridoru. Jméno vesnice odkazuje na sídlo Kfar Ruta (כפר רותה) připomínané zde na raně středověké Madabské mapě.
Místní ekonomika byla tradičně zaměřena na pěstování růží na export a dalších plodin. Správní území obce dosahuje 400 dunamů (0,4 kilometru čtverečního).

## Demografie
Podle údajů z roku 2014 tvořili naprostou většinu obyvatel v Kfar Rut Židé (včetně statistické kategorie "ostatní", která zahrnuje nearabské obyvatele židovského původu ale bez formální příslušnosti k židovskému náboženství).
Jde o menší obec vesnického typu s dlouhodobě stagnující populací. K 31. prosinci 2014 zde žilo 204 lidí. Během roku 2014 populace stoupla o 2,5 %.
| Rok            | 1983 | 1995 | 2001 | 2003 | 2004 | 2005 | 2006 | 2007 | 2008 | 2009 | 2010 | 2011 | 2012 | 2013 | 2014 |
| -------------- | ---- | ---- | ---- | ---- | ---- | ---- | ---- | ---- | ---- | ---- | ---- | ---- | ---- | ---- | ---- |
| Počet obyvatel | 139  | 224  | 217  | 210  | 221  | 224  | 230  | 231  | 215  | 205  | 203  | 197  | 199  | 199  | 204  |